# Каменка (Румунія)
Каменка (рум. Camenca) — село у повіті Бакеу в Румунії. Входить до складу комуни Брустуроаса.
Село розташоване на відстані 233 км на північ від Бухареста, 55 км на захід від Бакеу, 126 км на південний захід від Ясс, 107 км на північний схід від Брашова.

## Населення
За даними перепису населення 2002 року у селі проживала 1021 особа. Рідною мовою 1020 осіб (99,9%) назвали румунську.
Національний склад населення села:
| Національність | Кількість осіб | Відсоток |
| -------------- | -------------- | -------- |
| румуни         | 969            | 94,9%    |
| цигани         | 52             | 5,1%     |